# Списак интеграла тригонометријских функција

## Интегралисинуснихфункција
{\displaystyle \int \sin ax\;\mathrm {d} x=-{\frac {1}{a}}\cos ax+C\,\!}
{\displaystyle \int \sin ^{2}{ax}\;\mathrm {d} x={\frac {x}{2}}-{\frac {1}{4a}}\sin 2ax+C={\frac {x}{2}}-{\frac {1}{2a}}\sin ax\cos ax+C\!}
{\displaystyle \int \sin ^{3}{ax}\;\mathrm {d} x={\frac {\cos 3ax}{12a}}-{\frac {3\cos ax}{4a}}+C\!}
{\displaystyle \int x\sin ^{2}{ax}\;\mathrm {d} x={\frac {x^{2}}{4}}-{\frac {x}{4a}}\sin 2ax-{\frac {1}{8a^{2}}}\cos 2ax+C\!}
{\displaystyle \int x^{2}\sin ^{2}{ax}\;\mathrm {d} x={\frac {x^{3}}{6}}-\left({\frac {x^{2}}{4a}}-{\frac {1}{8a^{3}}}\right)\sin 2ax-{\frac {x}{4a^{2}}}\cos 2ax+C\!}
{\displaystyle \int \sin b_{1}x\sin b_{2}x\;\mathrm {d} x={\frac {\sin((b_{2}-b_{1})x)}{2(b_{2}-b_{1})}}-{\frac {\sin((b_{1}+b_{2})x)}{2(b_{1}+b_{2})}}+C\qquad {\mbox{(for }}|b_{1}|\neq |b_{2}|{\mbox{)}}\,\!}
{\displaystyle \int \sin ^{n}{ax}\;\mathrm {d} x=-{\frac {\sin ^{n-1}ax\cos ax}{na}}+{\frac {n-1}{n}}\int \sin ^{n-2}ax\;\mathrm {d} x\qquad {\mbox{(for }}n>2{\mbox{)}}\,\!}
{\displaystyle \int {\frac {\mathrm {d} x}{\sin ax}}={\frac {1}{a}}\ln \left|\tan {\frac {ax}{2}}\right|+C}
{\displaystyle \int {\frac {\mathrm {d} x}{\sin ^{n}ax}}={\frac {\cos ax}{a(1-n)\sin ^{n-1}ax}}+{\frac {n-2}{n-1}}\int {\frac {\mathrm {d} x}{\sin ^{n-2}ax}}\qquad {\mbox{(for }}n>1{\mbox{)}}\,\!}
{\displaystyle \int x\sin ax\;\mathrm {d} x={\frac {\sin ax}{a^{2}}}-{\frac {x\cos ax}{a}}+C\,\!}
{\displaystyle \int x^{n}\sin ax\;\mathrm {d} x=-{\frac {x^{n}}{a}}\cos ax+{\frac {n}{a}}\int x^{n-1}\cos ax\;\mathrm {d} x=\sum _{k=0}^{2k\leq n}(-1)^{k+1}{\frac {x^{n-2k}}{a^{1+2k}}}{\frac {n!}{(n-2k)!}}\cos ax+\sum _{k=0}^{2k+1\leq n}(-1)^{k}{\frac {x^{n-1-2k}}{a^{2+2k}}}{\frac {n!}{(n-2k-1)!}}\sin ax\qquad {\mbox{(for }}n>0{\mbox{)}}\,\!}
{\displaystyle \int _{\frac {-a}{2}}^{\frac {a}{2}}x^{2}\sin ^{2}{\frac {n\pi x}{a}}\;\mathrm {d} x={\frac {a^{3}(n^{2}\pi ^{2}-6)}{24n^{2}\pi ^{2}}}\qquad {\mbox{(for }}n=2,4,6...{\mbox{)}}\,\!}
{\displaystyle \int {\frac {\sin ax}{x}}\mathrm {d} x=\sum _{n=0}^{\infty }(-1)^{n}{\frac {(ax)^{2n+1}}{(2n+1)\cdot (2n+1)!}}+C\,\!}
{\displaystyle \int {\frac {\sin ax}{x^{n}}}\mathrm {d} x=-{\frac {\sin ax}{(n-1)x^{n-1}}}+{\frac {a}{n-1}}\int {\frac {\cos ax}{x^{n-1}}}\mathrm {d} x\,\!}
{\displaystyle \int {\frac {\mathrm {d} x}{1\pm \sin ax}}={\frac {1}{a}}\tan \left({\frac {ax}{2}}\mp {\frac {\pi }{4}}\right)+C}
{\displaystyle \int {\frac {x\;\mathrm {d} x}{1+\sin ax}}={\frac {x}{a}}\tan \left({\frac {ax}{2}}-{\frac {\pi }{4}}\right)+{\frac {2}{a^{2}}}\ln \left|\cos \left({\frac {ax}{2}}-{\frac {\pi }{4}}\right)\right|+C}
{\displaystyle \int {\frac {x\;\mathrm {d} x}{1-\sin ax}}={\frac {x}{a}}\cot \left({\frac {\pi }{4}}-{\frac {ax}{2}}\right)+{\frac {2}{a^{2}}}\ln \left|\sin \left({\frac {\pi }{4}}-{\frac {ax}{2}}\right)\right|+C}
{\displaystyle \int {\frac {\sin ax\;\mathrm {d} x}{1\pm \sin ax}}=\pm x+{\frac {1}{a}}\tan \left({\frac {\pi }{4}}\mp {\frac {ax}{2}}\right)+C}

## Интеграликосинуснихфункција
{\displaystyle \int \cos ax\;\mathrm {d} x={\frac {1}{a}}\sin ax+C\,\!}
{\displaystyle \int \cos ^{2}{ax}\;\mathrm {d} x={\frac {x}{2}}+{\frac {1}{4a}}\sin 2ax+C={\frac {x}{2}}+{\frac {1}{2a}}\sin ax\cos ax+C\!}
{\displaystyle \int \cos ^{n}ax\;\mathrm {d} x={\frac {\cos ^{n-1}ax\sin ax}{na}}+{\frac {n-1}{n}}\int \cos ^{n-2}ax\;\mathrm {d} x\qquad {\mbox{(for }}n>0{\mbox{)}}\,\!}
{\displaystyle \int x\cos ax\;\mathrm {d} x={\frac {\cos ax}{a^{2}}}+{\frac {x\sin ax}{a}}+C\,\!}
{\displaystyle \int x^{2}\cos ^{2}{ax}\;\mathrm {d} x={\frac {x^{3}}{6}}+\left({\frac {x^{2}}{4a}}-{\frac {1}{8a^{3}}}\right)\sin 2ax+{\frac {x}{4a^{2}}}\cos 2ax+C\!}
{\displaystyle \int x^{n}\cos ax\;\mathrm {d} x={\frac {x^{n}\sin ax}{a}}-{\frac {n}{a}}\int x^{n-1}\sin ax\;\mathrm {d} x\,=\sum _{k=0}^{2k+1\leq n}(-1)^{k}{\frac {x^{n-2k-1}}{a^{2+2k}}}{\frac {n!}{(n-2k-1)!}}\cos ax+\sum _{k=0}^{2k\leq n}(-1)^{k}{\frac {x^{n-2k}}{a^{1+2k}}}{\frac {n!}{(n-2k)!}}\sin ax\!}
{\displaystyle \int {\frac {\cos ax}{x}}\mathrm {d} x=\ln |ax|+\sum _{k=1}^{\infty }(-1)^{k}{\frac {(ax)^{2k}}{2k\cdot (2k)!}}+C\,\!}
{\displaystyle \int {\frac {\cos ax}{x^{n}}}\mathrm {d} x=-{\frac {\cos ax}{(n-1)x^{n-1}}}-{\frac {a}{n-1}}\int {\frac {\sin ax}{x^{n-1}}}\mathrm {d} x\qquad {\mbox{(for }}n\neq 1{\mbox{)}}\,\!}
{\displaystyle \int {\frac {\mathrm {d} x}{\cos ax}}={\frac {1}{a}}\ln \left|\tan \left({\frac {ax}{2}}+{\frac {\pi }{4}}\right)\right|+C}
{\displaystyle \int {\frac {\mathrm {d} x}{\cos ^{n}ax}}={\frac {\sin ax}{a(n-1)\cos ^{n-1}ax}}+{\frac {n-2}{n-1}}\int {\frac {\mathrm {d} x}{\cos ^{n-2}ax}}\qquad {\mbox{(for }}n>1{\mbox{)}}\,\!}
{\displaystyle \int {\frac {\mathrm {d} x}{1+\cos ax}}={\frac {1}{a}}\tan {\frac {ax}{2}}+C\,\!}
{\displaystyle \int {\frac {\mathrm {d} x}{1-\cos ax}}=-{\frac {1}{a}}\cot {\frac {ax}{2}}+C\,\!}
{\displaystyle \int {\frac {x\;\mathrm {d} x}{1+\cos ax}}={\frac {x}{a}}\tan {\frac {ax}{2}}+{\frac {2}{a^{2}}}\ln \left|\cos {\frac {ax}{2}}\right|+C}
{\displaystyle \int {\frac {x\;\mathrm {d} x}{1-\cos ax}}=-{\frac {x}{a}}\cot {\frac {ax}{2}}+{\frac {2}{a^{2}}}\ln \left|\sin {\frac {ax}{2}}\right|+C}
{\displaystyle \int {\frac {\cos ax\;\mathrm {d} x}{1+\cos ax}}=x-{\frac {1}{a}}\tan {\frac {ax}{2}}+C\,\!}
{\displaystyle \int {\frac {\cos ax\;\mathrm {d} x}{1-\cos ax}}=-x-{\frac {1}{a}}\cot {\frac {ax}{2}}+C\,\!}
{\displaystyle \int \cos a_{1}x\cos a_{2}x\;\mathrm {d} x={\frac {\sin(a_{2}-a_{1})x}{2(a_{2}-a_{1})}}+{\frac {\sin(a_{2}+a_{1})x}{2(a_{2}+a_{1})}}+C\qquad {\mbox{(for }}|a_{1}|\neq |a_{2}|{\mbox{)}}\,\!}

## Интегралитангенснихфункција
{\displaystyle \int \tan ax\;\mathrm {d} x=-{\frac {1}{a}}\ln |\cos ax|+C={\frac {1}{a}}\ln |\sec ax|+C\,\!}
{\displaystyle \int \tan ^{n}ax\;\mathrm {d} x={\frac {1}{a(n-1)}}\tan ^{n-1}ax-\int \tan ^{n-2}ax\;\mathrm {d} x\qquad {\mbox{(for }}n\neq 1{\mbox{)}}\,\!}
{\displaystyle \int {\frac {\mathrm {d} x}{q\tan ax+p}}={\frac {1}{p^{2}+q^{2}}}(px+{\frac {q}{a}}\ln |q\sin ax+p\cos ax|)+C\qquad {\mbox{(for }}p^{2}+q^{2}\neq 0{\mbox{)}}\,\!}
{\displaystyle \int {\frac {\mathrm {d} x}{\tan ax+1}}={\frac {x}{2}}+{\frac {1}{2a}}\ln |\sin ax+\cos ax|+C\,\!}
{\displaystyle \int {\frac {\mathrm {d} x}{\tan ax-1}}=-{\frac {x}{2}}+{\frac {1}{2a}}\ln |\sin ax-\cos ax|+C\,\!}
{\displaystyle \int {\frac {\tan ax\;\mathrm {d} x}{\tan ax+1}}={\frac {x}{2}}-{\frac {1}{2a}}\ln |\sin ax+\cos ax|+C\,\!}
{\displaystyle \int {\frac {\tan ax\;\mathrm {d} x}{\tan ax-1}}={\frac {x}{2}}+{\frac {1}{2a}}\ln |\sin ax-\cos ax|+C\,\!}

## Интегралисекансфункција
{\displaystyle \int \sec {ax}\,\mathrm {d} x={\frac {1}{a}}\ln {\left|\sec {ax}+\tan {ax}\right|}+C}
{\displaystyle \int \sec ^{2}{x}\,\mathrm {d} x=\tan {x}+C}
{\displaystyle \int \sec ^{n}{ax}\,\mathrm {d} x={\frac {\sec ^{n-2}{ax}\tan {ax}}{a(n-1)}}\,+\,{\frac {n-2}{n-1}}\int \sec ^{n-2}{ax}\,\mathrm {d} x\qquad {\mbox{ (for }}n\neq 1{\mbox{)}}\,\!}
{\displaystyle \int \sec ^{n}{x}\,\mathrm {d} x={\frac {\sec ^{n-2}{x}\tan {x}}{n-1}}\,+\,{\frac {n-2}{n-1}}\int \sec ^{n-2}{x}\,\mathrm {d} x}
{\displaystyle \int {\frac {\mathrm {d} x}{\sec {x}+1}}=x-\tan {\frac {x}{2}}+C}
{\displaystyle \int {\frac {\mathrm {d} x}{\sec {x}-1}}=-x-\cot {\frac {x}{2}}+C}

## Интеграликосенкансфункција
{\displaystyle \int \csc {ax}\,\mathrm {d} x={\frac {1}{a}}\ln {\left|\csc {ax}-\cot {ax}\right|}+C}
{\displaystyle \int \csc ^{2}{x}\,\mathrm {d} x=-\cot {x}+C}
{\displaystyle \int \csc ^{n}{ax}\,\mathrm {d} x=-{\frac {\csc ^{n-1}{ax}\cos {ax}}{a(n-1)}}\,+\,{\frac {n-2}{n-1}}\int \csc ^{n-2}{ax}\,\mathrm {d} x\qquad {\mbox{ (for }}n\neq 1{\mbox{)}}\,\!}
{\displaystyle \int {\frac {\mathrm {d} x}{\csc {x}+1}}=x-{\frac {2\sin {\frac {x}{2}}}{\cos {\frac {x}{2}}+\sin {\frac {x}{2}}}}+C}
{\displaystyle \int {\frac {\mathrm {d} x}{\csc {x}-1}}={\frac {2\sin {\frac {x}{2}}}{\cos {\frac {x}{2}}-\sin {\frac {x}{2}}}}-x+C}

## Интеграликотангенсфункција
{\displaystyle \int \cot ax\;\mathrm {d} x={\frac {1}{a}}\ln |\sin ax|+C\,\!}
{\displaystyle \int \cot ^{n}ax\;\mathrm {d} x=-{\frac {1}{a(n-1)}}\cot ^{n-1}ax-\int \cot ^{n-2}ax\;\mathrm {d} x\qquad {\mbox{(for }}n\neq 1{\mbox{)}}\,\!}
{\displaystyle \int {\frac {\mathrm {d} x}{1+\cot ax}}=\int {\frac {\tan ax\;\mathrm {d} x}{\tan ax+1}}\,\!}
{\displaystyle \int {\frac {\mathrm {d} x}{1-\cot ax}}=\int {\frac {\tan ax\;\mathrm {d} x}{\tan ax-1}}\,\!}

## Интегралисинуснихикосинуснихфункција
{\displaystyle \int {\frac {\mathrm {d} x}{\cos ax\pm \sin ax}}={\frac {1}{a{\sqrt {2}}}}\ln \left|\tan \left({\frac {ax}{2}}\pm {\frac {\pi }{8}}\right)\right|+C}
{\displaystyle \int {\frac {\mathrm {d} x}{(\cos ax\pm \sin ax)^{2}}}={\frac {1}{2a}}\tan \left(ax\mp {\frac {\pi }{4}}\right)+C}
{\displaystyle \int {\frac {\mathrm {d} x}{(\cos x+\sin x)^{n}}}={\frac {1}{n-1}}\left({\frac {\sin x-\cos x}{(\cos x+\sin x)^{n-1}}}-2(n-2)\int {\frac {\mathrm {d} x}{(\cos x+\sin x)^{n-2}}}\right)}
{\displaystyle \int {\frac {\cos ax\;\mathrm {d} x}{\cos ax+\sin ax}}={\frac {x}{2}}+{\frac {1}{2a}}\ln \left|\sin ax+\cos ax\right|+C}
{\displaystyle \int {\frac {\cos ax\;\mathrm {d} x}{\cos ax-\sin ax}}={\frac {x}{2}}-{\frac {1}{2a}}\ln \left|\sin ax-\cos ax\right|+C}
{\displaystyle \int {\frac {\sin ax\;\mathrm {d} x}{\cos ax+\sin ax}}={\frac {x}{2}}-{\frac {1}{2a}}\ln \left|\sin ax+\cos ax\right|+C}
{\displaystyle \int {\frac {\sin ax\;\mathrm {d} x}{\cos ax-\sin ax}}=-{\frac {x}{2}}-{\frac {1}{2a}}\ln \left|\sin ax-\cos ax\right|+C}
{\displaystyle \int {\frac {\cos ax\;\mathrm {d} x}{\sin ax(1+\cos ax)}}=-{\frac {1}{4a}}\tan ^{2}{\frac {ax}{2}}+{\frac {1}{2a}}\ln \left|\tan {\frac {ax}{2}}\right|+C}
{\displaystyle \int {\frac {\cos ax\;\mathrm {d} x}{\sin ax(1-\cos ax)}}=-{\frac {1}{4a}}\cot ^{2}{\frac {ax}{2}}-{\frac {1}{2a}}\ln \left|\tan {\frac {ax}{2}}\right|+C}
{\displaystyle \int {\frac {\sin ax\;\mathrm {d} x}{\cos ax(1+\sin ax)}}={\frac {1}{4a}}\cot ^{2}\left({\frac {ax}{2}}+{\frac {\pi }{4}}\right)+{\frac {1}{2a}}\ln \left|\tan \left({\frac {ax}{2}}+{\frac {\pi }{4}}\right)\right|+C}
{\displaystyle \int {\frac {\sin ax\;\mathrm {d} x}{\cos ax(1-\sin ax)}}={\frac {1}{4a}}\tan ^{2}\left({\frac {ax}{2}}+{\frac {\pi }{4}}\right)-{\frac {1}{2a}}\ln \left|\tan \left({\frac {ax}{2}}+{\frac {\pi }{4}}\right)\right|+C}
{\displaystyle \int \sin ax\cos ax\;\mathrm {d} x=-{\frac {1}{2a}}\cos ^{2}ax+C\,\!}
{\displaystyle \int \sin a_{1}x\cos a_{2}x\;\mathrm {d} x=-{\frac {\cos((a_{1}-a_{2})x)}{2(a_{1}-a_{2})}}-{\frac {\cos((a_{1}+a_{2})x)}{2(a_{1}+a_{2})}}+C\qquad {\mbox{(for }}|a_{1}|\neq |a_{2}|{\mbox{)}}\,\!}
{\displaystyle \int \sin ^{n}ax\cos ax\;\mathrm {d} x={\frac {1}{a(n+1)}}\sin ^{n+1}ax+C\qquad {\mbox{(for }}n\neq -1{\mbox{)}}\,\!}
{\displaystyle \int \sin ax\cos ^{n}ax\;\mathrm {d} x=-{\frac {1}{a(n+1)}}\cos ^{n+1}ax+C\qquad {\mbox{(for }}n\neq -1{\mbox{)}}\,\!}
{\displaystyle \int \sin ^{n}ax\cos ^{m}ax\;\mathrm {d} x=-{\frac {\sin ^{n-1}ax\cos ^{m+1}ax}{a(n+m)}}+{\frac {n-1}{n+m}}\int \sin ^{n-2}ax\cos ^{m}ax\;\mathrm {d} x\qquad {\mbox{(for }}m,n>0{\mbox{)}}\,\!}
also: {\displaystyle \int \sin ^{n}ax\cos ^{m}ax\;\mathrm {d} x={\frac {\sin ^{n+1}ax\cos ^{m-1}ax}{a(n+m)}}+{\frac {m-1}{n+m}}\int \sin ^{n}ax\cos ^{m-2}ax\;\mathrm {d} x\qquad {\mbox{(for }}m,n>0{\mbox{)}}\,\!}
{\displaystyle \int {\frac {\mathrm {d} x}{\sin ax\cos ax}}={\frac {1}{a}}\ln \left|\tan ax\right|+C}
{\displaystyle \int {\frac {\mathrm {d} x}{\sin ax\cos ^{n}ax}}={\frac {1}{a(n-1)\cos ^{n-1}ax}}+\int {\frac {\mathrm {d} x}{\sin ax\cos ^{n-2}ax}}\qquad {\mbox{(for }}n\neq 1{\mbox{)}}\,\!}
{\displaystyle \int {\frac {\mathrm {d} x}{\sin ^{n}ax\cos ax}}=-{\frac {1}{a(n-1)\sin ^{n-1}ax}}+\int {\frac {\mathrm {d} x}{\sin ^{n-2}ax\cos ax}}\qquad {\mbox{(for }}n\neq 1{\mbox{)}}\,\!}
{\displaystyle \int {\frac {\sin ax\;\mathrm {d} x}{\cos ^{n}ax}}={\frac {1}{a(n-1)\cos ^{n-1}ax}}+C\qquad {\mbox{(for }}n\neq 1{\mbox{)}}\,\!}
{\displaystyle \int {\frac {\sin ^{2}ax\;\mathrm {d} x}{\cos ax}}=-{\frac {1}{a}}\sin ax+{\frac {1}{a}}\ln \left|\tan \left({\frac {\pi }{4}}+{\frac {ax}{2}}\right)\right|+C}
{\displaystyle \int {\frac {\sin ^{2}ax\;\mathrm {d} x}{\cos ^{n}ax}}={\frac {\sin ax}{a(n-1)\cos ^{n-1}ax}}-{\frac {1}{n-1}}\int {\frac {\mathrm {d} x}{\cos ^{n-2}ax}}\qquad {\mbox{(for }}n\neq 1{\mbox{)}}\,\!}
{\displaystyle \int {\frac {\sin ^{n}ax\;\mathrm {d} x}{\cos ax}}=-{\frac {\sin ^{n-1}ax}{a(n-1)}}+\int {\frac {\sin ^{n-2}ax\;\mathrm {d} x}{\cos ax}}\qquad {\mbox{(for }}n\neq 1{\mbox{)}}\,\!}
{\displaystyle \int {\frac {\sin ^{n}ax\;\mathrm {d} x}{\cos ^{m}ax}}={\frac {\sin ^{n+1}ax}{a(m-1)\cos ^{m-1}ax}}-{\frac {n-m+2}{m-1}}\int {\frac {\sin ^{n}ax\;\mathrm {d} x}{\cos ^{m-2}ax}}\qquad {\mbox{(for }}m\neq 1{\mbox{)}}\,\!}
also: {\displaystyle \int {\frac {\sin ^{n}ax\;\mathrm {d} x}{\cos ^{m}ax}}=-{\frac {\sin ^{n-1}ax}{a(n-m)\cos ^{m-1}ax}}+{\frac {n-1}{n-m}}\int {\frac {\sin ^{n-2}ax\;\mathrm {d} x}{\cos ^{m}ax}}\qquad {\mbox{(for }}m\neq n{\mbox{)}}\,\!}
also: {\displaystyle \int {\frac {\sin ^{n}ax\;\mathrm {d} x}{\cos ^{m}ax}}={\frac {\sin ^{n-1}ax}{a(m-1)\cos ^{m-1}ax}}-{\frac {n-1}{m-1}}\int {\frac {\sin ^{n-2}ax\;\mathrm {d} x}{\cos ^{m-2}ax}}\qquad {\mbox{(for }}m\neq 1{\mbox{)}}\,\!}
{\displaystyle \int {\frac {\cos ax\;\mathrm {d} x}{\sin ^{n}ax}}=-{\frac {1}{a(n-1)\sin ^{n-1}ax}}+C\qquad {\mbox{(for }}n\neq 1{\mbox{)}}\,\!}
{\displaystyle \int {\frac {\cos ^{2}ax\;\mathrm {d} x}{\sin ax}}={\frac {1}{a}}\left(\cos ax+\ln \left|\tan {\frac {ax}{2}}\right|\right)+C}
{\displaystyle \int {\frac {\cos ^{2}ax\;\mathrm {d} x}{\sin ^{n}ax}}=-{\frac {1}{n-1}}\left({\frac {\cos ax}{a\sin ^{n-1}ax)}}+\int {\frac {\mathrm {d} x}{\sin ^{n-2}ax}}\right)\qquad {\mbox{(for }}n\neq 1{\mbox{)}}}
{\displaystyle \int {\frac {\cos ^{n}ax\;\mathrm {d} x}{\sin ^{m}ax}}=-{\frac {\cos ^{n+1}ax}{a(m-1)\sin ^{m-1}ax}}-{\frac {n-m-2}{m-1}}\int {\frac {\cos ^{n}ax\;\mathrm {d} x}{\sin ^{m-2}ax}}\qquad {\mbox{(for }}m\neq 1{\mbox{)}}\,\!}
also: {\displaystyle \int {\frac {\cos ^{n}ax\;\mathrm {d} x}{\sin ^{m}ax}}={\frac {\cos ^{n-1}ax}{a(n-m)\sin ^{m-1}ax}}+{\frac {n-1}{n-m}}\int {\frac {\cos ^{n-2}ax\;\mathrm {d} x}{\sin ^{m}ax}}\qquad {\mbox{(for }}m\neq n{\mbox{)}}\,\!}
also: {\displaystyle \int {\frac {\cos ^{n}ax\;\mathrm {d} x}{\sin ^{m}ax}}=-{\frac {\cos ^{n-1}ax}{a(m-1)\sin ^{m-1}ax}}-{\frac {n-1}{m-1}}\int {\frac {\cos ^{n-2}ax\;\mathrm {d} x}{\sin ^{m-2}ax}}\qquad {\mbox{(for }}m\neq 1{\mbox{)}}\,\!}

## Интегралисинуснихитангенснихфункција
{\displaystyle \int \sin ax\tan ax\;\mathrm {d} x={\frac {1}{a}}(\ln |\sec ax+\tan ax|-\sin ax)+C\,\!}
{\displaystyle \int {\frac {\tan ^{n}ax\;\mathrm {d} x}{\sin ^{2}ax}}={\frac {1}{a(n-1)}}\tan ^{n-1}(ax)+C\qquad {\mbox{(for }}n\neq 1{\mbox{)}}\,\!}

## Интеграликосинуснихитангенснихфункција
{\displaystyle \int {\frac {\tan ^{n}ax\;\mathrm {d} x}{\cos ^{2}ax}}={\frac {1}{a(n+1)}}\tan ^{n+1}ax+C\qquad {\mbox{(for }}n\neq -1{\mbox{)}}\,\!}

## Интегралисинуснихикотангенснихфункција
{\displaystyle \int {\frac {\cot ^{n}ax\;\mathrm {d} x}{\sin ^{2}ax}}=-{\frac {1}{a(n+1)}}\cot ^{n+1}ax+C\qquad {\mbox{(for }}n\neq -1{\mbox{)}}\,\!}

## Интеграликосинуснихикотангенснихфункција
{\displaystyle \int {\frac {\cot ^{n}ax\;\mathrm {d} x}{\cos ^{2}ax}}={\frac {1}{a(1-n)}}\tan ^{1-n}ax+C\qquad {\mbox{(for }}n\neq 1{\mbox{)}}\,\!}

## Интеграли са симетричним границама
{\displaystyle \int _{-c}^{c}\sin {x}\;\mathrm {d} x=0\!}
{\displaystyle \int _{-c}^{c}\cos {x}\;\mathrm {d} x=2\int _{0}^{c}\cos {x}\;\mathrm {d} x=2\int _{-c}^{0}\cos {x}\;\mathrm {d} x=2\sin {c}\!}
{\displaystyle \int _{-c}^{c}\tan {x}\;\mathrm {d} x=0\!}
{\displaystyle \int _{-{\frac {a}{2}}}^{\frac {a}{2}}x^{2}\cos ^{2}{\frac {n\pi x}{a}}\;\mathrm {d} x={\frac {a^{3}(n^{2}\pi ^{2}-6)}{24n^{2}\pi ^{2}}}\qquad {\mbox{(for }}n=1,3,5...{\mbox{)}}\,\!}